# Kazuki Saitō (Fußballspieler, 1988)
Kazuki Saitō (jap. 齊藤 和樹, Saitō Kazuki; * 21. November 1988 in Shimizu, Präfektur Shizuoka) ist ein japanischer Fußballspieler.

## Karriere
Kazuki Saitō erlernte das Fußballspielen in der Jugendmannschaft des Shimizu FC, der Schulmannschaft der Shimizu Commercial High School sowie der Universitätsmannschaft der Chūkyō-Universität. Seinen ersten Profivertrag unterschrieb er 2011 bei Roasso Kumamoto. Der Verein, der in der Präfektur Kumamoto beheimatet ist, spielte in der zweithöchsten japanischen Liga, der J2 League. Bis Ende 2015 absolvierte er 152 Zweitligaspiele für Roasso. 2016 unterschrieb er einen Zweijahresvertrag bei Júbilo Iwata. Mit dem Verein aus Iwata spielte er 24-mal in der ersten Liga, der J1 League. Nach Vertragsende schloss er sich Anfang 2018 dem Zweitligisten Fagiano Okayama aus Okayama an. Hier bestritt er 112 Ligaspiele. 2023 wechselte er in die vierte Liga. Hier schloss er sich Criacao Shinjuku an.